# Norbury Lake Provincial Park
Der Norbury Lake Provincial Park ist ein 97 Hektar großer Provincial Park in der kanadischen Provinz British Columbia. Er liegt rund 30 Kilometer östlich von Cranbrook im Regional District of East Kootenay. Der Park liegt etwas abseits der Highways und ist von Fort Steele, am Highway 93 bzw. Highway 95 oder von Wardner, am Crowsnest Highway (Highway 3), zu erreichen.

## Anlage
Der kleine Park und einfach ausgestattete Park ist von rechteckiger Form und wird von einer Straße diagonal in zwei Teile getrennt. Im südlich der Straße gelegenen Teil befindet sich der Norbury Lake und der Campingbereich. Im nördlich der Straße befindet sich ein Picknickbereich und der Packham’s Lake.
 Bei dem Park handelt es sich um ein Schutzgebiet der Kategorie IV (Ressourcenschutzgebiet).

## Geschichte
Der Park wurde im Jahr 1958 eingerichtet und hat seinen Namen nach dem im Park gelegenen See. Namensgeber für den See war ein angesehener Bürger F. Paget Norbury der hier seinen Wohnsitz hatte und Magistrat im nahegelegenen Fort Steele war.

## Flora und Fauna
Das Ökosystem von British Columbia wird mit dem Biogeoclimatic Ecological Classification (BEC) Zoning System in verschiedene biogeoklimatischen Zonen eingeteilt. Biogeoklimatische Zonen zeichnen sich durch ein grundsätzlich identisches oder sehr ähnliches Klima sowie gleiche oder sehr ähnliche biologische und geologische Voraussetzungen aus. Daraus resultiert in den jeweiligen Zonen dann auch ein sehr ähnlicher Bestand an Pflanzen und Tieren. Innerhalb des Ökosystems von British Columbia wird das Gebiet, in dem der Park liegt, der Dry Mild Subzone der Interior Douglas-fir Zone zugeordnet.
Nach der letzten forstwirtschaftlicher Nutzung und Aufforstung wachsen hier nun hauptsächlich Douglasien, Küsten-Kiefern und westamerikanische Lärche. Am Packham’s Lake findet sich auch amerikanische Zitterpappel.
Im Unterholz wachsen Apfelbeeren, kanadische Büffelbeeren und Weiße Zimthimbeeren.

## Aktivitäten
Der Park bietet 46, nicht reservierbare, Stellplätze für Zelte und Wohnmobile, sowie eine einfache Sanitäranlage. Er ist Bestandteil eines Systems von Parks entlang der Highways im südlichen British Columbia, um so Übernachtungsmöglichkeiten für Reisende zu bieten. Diese stellen auch den Hauptteil der Besucher im Park.
Da der Park weiterhin einen See mit einer Sliprampe bietet ist er auch für Wassersportler attraktiv.